# Chomelia paniculata
Chomelia paniculata là một loài thực vật có hoa trong họ Thiến thảo. Loài này được (Bartl. ex DC.) Steyerm. mô tả khoa học đầu tiên năm 1967.